# Signe Bruun
Signe Bruun, né le 6 avril 1998 à Randers (Danemark), est une footballeuse internationale danoise, qui joue au poste d'attaquante au Real Madrid
Elle est élue footballeuse danoise de l'année 2021.

## Biographie

### En club
Avec le club danois du Fortuna Hjørring, elle marque 29 buts en 42 matchs. Elle remporte avec cette équipe deux championnats et une coupe.
Le 31 août 2018, elle s'engage pour trois saisons en faveur du Paris Saint-Germain. En quarts de finale de Ligue des champions 2019-2020, elle inscrit le 2e but des Parisiennes contre Arsenal, synonyme de qualification.
Le 21 juin 2021, elle signe à l'Olympique lyonnais pour un contrat jusqu'en 2023, en même temps que ses coéquipières au PSG Christiane Endler et Perle Morroni. Fin janvier 2022, elle est prêtée à Manchester United pour la fin de la saison. 

### En sélection
En 2014, elle égale un record de Vivianne Miedema en marquant huit buts face au Kazakhstan lors des éliminatoires de l'Euro des moins de 17 ans.
Le 24 octobre 2017, elle marque un but à l'occasion de sa première sélection avec le Danemark contre la Croatie, lors des qualifications pour la Coupe du monde 2019, et ceci seulement deux minutes après son entrée en jeu.

## Palmarès
Fortuna Hjørring
- Championnat du Danemark (2)
  - Championne en 2016 et 2018
  - Vice-championne en 2015 et 2017

- Coupe du Danemark  (1)
  - Vainqueur en 2016
  - Finaliste en 2015

 Paris Saint-Germain
- Championnat de France (1)
  - Championne en 2021
  - Vice-championne en 2019 et 2020
- Coupe de France
  - Finaliste en 2020
- Trophée des championnes
  - Finaliste en 2019

 Olympique lyonnais
- Ligue des champions (1)
  - Vainqueur en 2022

- Trophée des championnes (1) 
  - Vainqueur en 2022

- Women's International Champions Cup (1) 
  - Vainqueur en 2022
- Championnat de France (1)
  - Championne en 2022 et 2023
- Coupe de France
  - Vainqueur en 2023

## Statistiques
| Saison                | Club                  | Championnat           | Championnat | Championnat | Coupe(s) nationale(s) | Coupe(s) nationale(s) | Compétition(s) continentale(s) | Compétition(s) continentale(s) | Compétition(s) continentale(s) | Total | Total |
| Saison                | Club                  | Division              | M.          | B.          | M.                    | B.                    | Comp.                          | M.                             | B.                             | M.    | B.    |
| 2014-2015             | Fortuna Hjørring      | Kvindeliga            | -           | -           | -                     | -                     | C1                             | 2                              | 0                              | 2     | 0     |
| 2015-2016             | Fortuna Hjørring      | Kvindeliga            | -           | -           | -                     | -                     | C1                             | -                              | -                              | 0     | 0     |
| 2016-2017             | Fortuna Hjørring      | Kvindeliga            | -           | -           | -                     | -                     | C1                             | 4                              | 0                              | 4     | 0     |
| 2017-2018             | Fortuna Hjørring      | Kvindeliga            | 22          | 18          | -                     | -                     | C1                             | 2                              | 1                              | 24    | 19    |
| 2018-2019             | Fortuna Hjørring      | Kvindeliga            | 2           | 2           | -                     | -                     | C1                             | -                              | -                              | 2     | 2     |
| Sous-total            | Sous-total            | Sous-total            | 24+         | 20+         | -                     | -                     | -                              | 8                              | 1                              | 32    | 21    |
| 2018-2019             | Paris Saint-Germain   | Division 1            | 13          | 3           | 1                     | 0                     | C1                             | 3                              | 1                              | 17    | 4     |
| 2019-2020             | Paris Saint-Germain   | Division 1            | 0           | 0           | 2                     | 1                     | C1                             | 2                              | 1                              | 4     | 2     |
| 2020-2021             | Paris Saint-Germain   | Division 1            | 18          | 7           | 1                     | 1                     | C1                             | 4                              | 0                              | 23    | 8     |
| Sous-total            | Sous-total            | Sous-total            | 31          | 10          | 4                     | 2                     | -                              | 9                              | 2                              | 44    | 14    |
| 2021-2022             | Olympique lyonnais    | Division 1            | 11          | 6           | -                     | -                     | C1                             | 8                              | 1                              | 19    | 7     |
| 2021-2022             | →Manchester United    | Super League          | 5           | 0           | -                     | -                     | C1                             | -                              | -                              | 5     | 0     |
| Total sur la carrière | Total sur la carrière | Total sur la carrière | 71+         | 36+         | 4+                    | 2+                    | -                              | 25                             | 4                              | 100   | 42    |